# Alternerande grupp

Cykelgraf, som visar de tolv rotationerna av en tetraeder. Blå pilar är 180- och röda pilar 120-graders vridningar.

En alternerande grupp är en grupp bestående av de jämna permutationerna av en ändlig mängd. Den alternerande gruppen av mängden  {1,...,n}, kallas för den alternerande gruppen av grad n och betecknas med An eller Alt(n). An är en normal delgrupp till den symmetriska gruppen Sn och antalet element är lika med n!/2.
Den alternerande gruppen An är definierad för n ≥ 2. Om och endast om n = 2 eller n = 3, är An abelsk. A4 är den enda alternerande gruppen, som inte är enkel, det vill säga A4 har en icke-trivial normal delgrupp, Kleins fyrgrupp. För n ≥ 5 har An således endast triviala normaldelare. 

## Exempel
I en tetraeder med hörnen numrerade 1, 2, 3 och 4 är A4 den grupp, som beskriver kroppens 12 möjliga vridningar: Två vridningar om 120 grader runt var och en av tetraederns fyra höjder, en vridning om 180 grader runt vardera av de tre axlar, som sammanbinder mittpunkterna på två motstående sidokanter samt ingen vridning alls. Totala antalet vridningar = 4·2 + 3·1 + 1 = 12.
Med cykler kan gruppen skrivas {(123), (132), (124), (142), (134), (143), (234), (243), (12)(34), (13)(24), (14)(23), e}. Gruppens cykelstruktur kan skrivas som 8x1x3 + 3x22 + x14
A4 har fem icke-triviala delgrupper, en 2-sylowgrupp som är unik och därför, som en följd av Sylows tredje sats, normal och fyra 3-sylowgrupper. A4 är den minsta grupp för vilken kan visas, att omvändningen till Lagranges sats inte gäller. Gruppen har, trots att dess ordning är delbar med 6, inte någon delgrupp av ordning 6.

### S_{4} och A_{4}

Cayleytabell av symmetriska gruppen S_{4}. De udda permutationerna är färgade. Transpositionerna är gröna och 4-cyklerna är orange.

Cayleytabell av alternerande gruppen A_{4}. Elementen är de jämna permutationerna: Identiteten, åtta 3-cykler och tre dubbeltranspositioner.